# Niccoló Nasoni
Pour l’article homonyme, voir Nasone.
Niccoló Nasoni  ou Nicolau Nasoni (San Giovanni Valdarno, 2 juin 1691 – Porto, 30 août 1773) est un architecte et peintre italien de style baroque actif principalement au Portugal au XVIIIe siècle.

## Biographie
Niccoló Nasoni est né à San Giovanni Valdarno dans la province d'Arezzo le 2 juin 1691.
De 1713 à 1720, il effectue sa première formation à Sienne auprès de Giuseppe Nicola Nasini (1657–1736). Pendant cette période, il construit dans la cathédrale de Sienne un catafalque pour Ferdinand de Médicis (1663–1713) ainsi qu'un arc triomphal en hommage au nouvel archevêque.
Pendant qu'il travaille avec son maître pour l'Opera del Duomo de Sienne, il étudie l'architecture et la peinture et surtout la quadratura auprès de Vincenzo Ferrati, puis est employé comme peintre à Rome et à Malte (1723 - 1725).
Niccoló Nasoni travailla pour la parade d'honneur du nouveau Grand Maître de l'Ordre de Malte, Dom António de Vilhena ainsi que pour la décoration des couloirs et des plafonds du Palazzo Magistrale de La Vallette.
En 1723 Nasoni se rend à Porto sur invitation de Jerónimo de Távora e Noronha et y restera jusqu'à sa mort en 1773.

## Œuvres principales

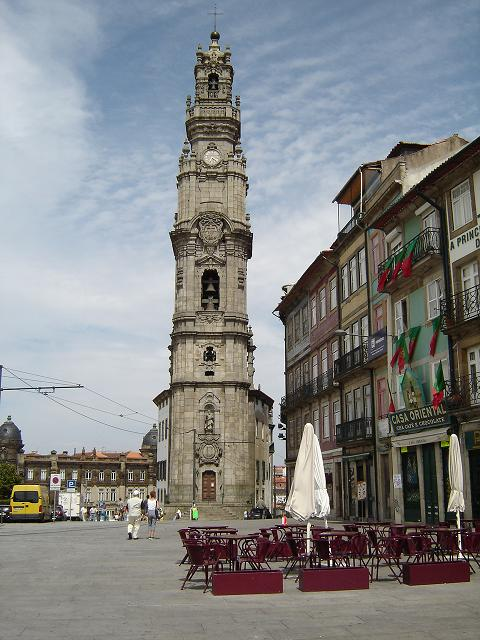
Tour des Clercs, Porto.

- Fresques, 1725, loge, Cathédrale de Porto,
- Projet de la façade du Palais épiscopal de Porto,
- Palais de São João o Novo (1723–1733) (Porto) (il abrite aujourd'hui l'ethnographique et le Musée historique),
- Cathédrale de Lamego (1738–1743) : reconstruction de la cathédrale et de la peinture de fausses coupoles sur la nef, à l'aide de techniques de quadratura,
- Fresque  de l'Apocalypse (1739) (détruite) sur le plafond de la nef de l'église Santa Eulália, Cumeeira, dans la province rurale de Trás-os-Montes,
- Église de Bom Jesus de Matosinhos (1743), une église baroque à Matosinhos, au nord de Porto où il a ajouté un élément de l'horizontalité (plutôt rare dans l'architecture portugaise),
- Quinta Chantre (1743) : murs de jardin avec des fontaines le long d'un axe central, conduisant à la maison avec une tour centrale,
- Igreja de Santa Marinha (1745), Vila Nova de Gaia (de l'autre côté du fleuve Douro, face à Porto)
- Retable à l'Igreja de Santo Ildefonso (1745),
- Dessins pour l'orphelinat de Nossa Senhora da Esperança (1746),
- Quinta de Ramalde (1746) : ajout d'éléments de style néo-gothique, créneaux décoratifs à la tour centrale,
- Façade de l'église de la Misericórdia (1749) (Porto),
- Palais de Freixo (1750) (Porto),
- Partie centrale du Palais de Mateus (Solar de Mateus) (attribution à Nasoni des motifs stylistiques ; fini en 1750) (Vila Real),
- Quinta da Prelada (terminé avant 1758) : une de ses conceptions plus théâtrales, pleines de fantaisie, comme la fontaine de granite de la tortue (mais non terminées),
- Nouvelle chapelle (Vila Real)